# Mogliano Rugby SSD
Maillots
Actualités
Dernière mise à jour : 24 septembre 2022.
Le Mogliano Veneto Rugby est un club de rugby à XV italien basé à Mogliano Veneto fondé en 1956 et participant au Championnat d'Italie de rugby à XV. Au fil des années le club a changé de nom à plusieurs reprises.
Le club est engagé dans tous les championnats organisés par la Fédération Italienne de rugby et compte 300 licenciés dans les catégories de jeunes. Il est régulièrement représenté dans les sélections nationales et entretient des liens privilégiés avec le Benetton Trévise.
Le club est structuré sur le modèle des Socios (une centaine d'adhérents).

## Histoire
L'idée de créer un club de rugby à Mogliano remonte à 1955, portée par Beppino Alessandra. Le club est officiellement fondé en 1956 et s'appelle Associazione Mogliano Rugby. Après deux saisons, le club décide s'inscrire à la fédération de rugby à XIII. Mais en 1960 le club revient dans le giron du XV. Toutefois, faute d'argent, l'association se met en sommeil en 1962.
C'est sept ans plus tard que le club est relancé. Il est intégré en Serie C et les résultats mènent à une immédiate relégation en Serie D. Cette rétrogradation fait du bien à l'équipe qui retrouve le gout de la victoire et voit revenir ses supporters. En 1971, Mogliano est champion de Serie D.
C'est cette année là que le club prend le lion de saint Marc comme emblème. La mairie alloue un terrain à l'association, via Colelli. Le club y est toujours installé aujourd'hui.
Le club évolue en Serie C durant plusieurs saisons, sans véritable ambition sportive. Et en 1976-77, c'est à la surprise générale que le club joue et remporte la finale du championnat face au Valledora, devant 2000 supporters. L'équipe monte ainsi en deuxième division, sans s'y être préparée.
Le club se maintient et en 1980, le nouveau président Roberto De Nipoti affiche des ambitions : il veut amener Mogliano en première division, mais s'attelle aussi à mettre en place des équipes de jeunes.
L'accession arrive en 1983 mais deux ans plus tard Mogliano est relégué. Des leçons de cette expérience sont tirées et le pressentiment du président De Nipoti se confirme : il faut former des joueurs et les intégrer à l'équipe première.
Le club vise la remontée, mais échoue trois années de suite. L'équipe s'essouffle, les résultats deviennent moyens à tel point que le club va même passer la saison 1992-93 en Serie C1. Mogliano encaisse le choc et remonte immédiatement.
C'est sous la présidence de Federico Geremia que les résultats reviennent. En 1998 Mogliano monte en Serie A2 mais ne parvient pas à se maintenir. C'est en 2001 que le club parvient à retrouver la Serie A et s'y maintenir. Mogliano va alors parvenir à une certaine stabilité sportive et s'installer durablement au sein de la deuxième division italienne.
En 2004, le club a des difficultés et fusionne avec le Rugby Silea : la nouvelle entité est baptisée San Marco Rugby. Cette entente prend fin en 2009 : Mogliano reprend le contrôle de ses structures et devient le Mogliano Rugby SSD. Et en 2010, Mogliano accède pour la première fois à l'élite nationale, le championnat Eccellenza, qu'il n'a plus quitté depuis. Le club atteint les demi-finales en 2012 et remporte même son premier et unique scudetto en 2013.
Le club change encore de nom en 2018 : il s'appelle alors Mogliano Rugby 1969 SSD, puis en 2022 où il devient Mogliano Veneto Rugby.
Si Mogliano a atteint les demi-finales cinq saisons de suite, les résultats de l'équipe première ont ensuite baissé et après avoir fini 9e en 2021 et 2022, le club vise désormais le maintien.
Le club évolue un temps au stade communal de Mogliano Veneto, avant de s'installer au stade Maurizio-Quaggia.

## Palmarès
- Champion d'Italie 2013
- Série B : 2002